# Safe Trip Home
Safe Trip Home je třetí studiové album britské zpěvačky Dido, vydané v roce 2008. Nahráno bylo v různých studiích v Londýně a Los Angeles a vedle Dido se o jeho produkci starali Jon Brion a The Ark. Mezi hudebníky, kteří na albu hráli, patří například zpěvaččin bratr Rollo Armstrong, Mick Fleetwood nebo Brian Eno. V britském žebříčku UK Albums Chart se album umístilo na druhé příčce a v řadě zemí bylo oceněno zlatou deskou.
Na obalu alba se objevila fotografie astronauta Bruce McCandlesse z mise raketoplánu STS-41-B, která jej v únoru 1984 zachytila jako prvního člověka ve volném vesmírném prostoru bez jištění ke kosmické lodi. V Los Angeles McCandless zažaloval 30. září 2010 Sony Music, Getty Images a Dido za zásah do osobnostních práv, když bez jeho souhlasu měl známý snímek zvyšovat prodejnost 44. nejlépe prodávajícího světového alba z roku 2008. Žalovat však nemohl porušení autorské licence, protože ke snímku nevlastnil autorská práva. Spor skončil 14. ledna 2011 smírem bez zveřejnění podrobností.

## Seznam skladeb
| Pořadí | Název                              | Autor                                     | Délka |
| ------ | ---------------------------------- | ----------------------------------------- | ----- |
| 1.     | Don't Believe in Love              | Dido, Jon Brion, Rollo Armstrong          | 3:53  |
| 2.     | Quiet Times                        | Dido                                      | 3:17  |
| 3.     | Never Want to Say It's Love        | Dido, Brion, Armstrong                    | 3:35  |
| 4.     | Grafton Street                     | Dido, Armstrong, Brian Eno                | 5:59  |
| 5.     | It Comes and It Goes               | Dido, Brion, Armstrong                    | 3:28  |
| 6.     | Look No Further                    | Dido, Brion, Armstrong                    | 3:14  |
| 7.     | Us 2 Little Gods                   | Dido, Armstrong, Daisy Gough, Rick Nowels | 4:49  |
| 8.     | The Day Before the Day             | Dido, Armstrong                           | 4:13  |
| 9.     | Let's Do the Things We Normally Do | Dido, Brion                               | 4:10  |
| 10.    | Burnin Love                        | Dido, Clarence Greenwood                  | 4:12  |
| 11.    | Northern Skies                     | Dido, Armstrong                           | 8:57  |

## Obsazení
- Dido Armstrong – zpěv, kytara, bicí, klávesy, klavír, omnichord, zvony
- Mark Bates – klávesy, klavír
- Jon Brion – klávesy, kytara, baskytara, celesta, bicí automat, perkuse, aranžmá
- Lenny Castro – perkuse
- Matt Chamberlain – bicí, perkuse
- Brian Eno – klávesy
- Mick Fleetwood – bicí
- Clarence Greenwood – zpěv, kytara, bicí
- Justin Meldal-Johnsen – baskytara
- Jim Scott – bicí
- Joel Shearer – kytara
- Sister Bliss – klávesy, baskytara
- Sebastian Steinberg – baskytara
- ?uestlove – bicí